# Janice Rebibo
Janice Rebibo (31 de janeiro de 1950 - 11 de março de 2015) foi uma poetisa israelense nascida nos Estados Unidos que começou a escrever em hebraico em meados da década de 1980.

## Carreira literária
Rebibo começou a escrever em hebraico enquanto estudava a língua e literatura hebraica no Hebrew College. Dezenas de seus poemas apareceram nos principais jornais e revistas de Israel. Uma antologia de escritores israelenses de inglês incluía vários de seus poemas e o jornal Iton 77 apresentava seu poema hebraico, Etzb'a Elohim (dedo de Deus).
A primeira coleção de poesia em inglês de Janice Silverman Rebibo, My Beautiful Ballooning Heart, foi publicada em julho de 2013. How Many Edens, o livro de poesia mais recente de Rebibo, foi publicado em abril de 2014.
Usando alusões, humor e erotismo, muito da poesia de Rebibo mostra como as relações são moldadas pela linguagem, cultura, religião e política. Seus primeiros poemas em hebraico apareceram em 1984 no suplemento literário do jornal de língua hebraica Davar por recomendação do poeta israelense Haim Gouri. Seus poemas e contos apareceram com frequência nas páginas literárias e periódicos de Israel e seus quatro livros de poesia hebraica foram publicados. Zara in Zion: Collected Poems 1984-2006 por Janice Rebibo, publicado em 2007, inclui poesia hebraica de seus três livros anteriores e novos trabalhos publicados anteriormente em jornais literários de Israel, bem como um capítulo intitulado Zion by Itself contendo poemas que Rebibo escreveu em inglês.
Rebibo traduziu a poesia hebraica para o inglês, principalmente para o poeta Natan Yonatan. Seus poemas foram musicados e gravados. Hazman Ozel (o tempo está se esgotando), música de Gidi Koren, foi lançado em 2009 pela NMC em um DVD de performance ao vivo por The Brothers and The Sisters. Colaborou com compositores em textos e libretos. Here Comes Messiah!, um monodrama para soprano e orquestra de câmara de Matti Kovler, libreto de Janice Silverman Rebibo e Matti Kovler, foi estreado no Carnegie Hall com a soprano Tehila Nini Goldstein, em 9 de maio de 2009.